# Camptostoma
Camptostoma – rodzaj ptaków z rodziny tyrankowatych (Tyrannidae).

## Występowanie
Rodzaj obejmuje gatunki występujące w Ameryce Południowej i Północnej.

## Morfologia
Długość ciała 9,5–10,5 cm, masa ciała 7–9 g.

## Systematyka

### Nazewnictwo
Nazwa rodzajowa jest połączeniem słów z języka greckiego: καμπτος kamptos – „zakrzywiony, skrzywiony” oraz στομα stomia, στοματος stomatos – „usta”.

### Podział systematyczny
Gatunkiem typowym jest Camptostoma imberbe. Do rodzaju należą następujące gatunki:
- Camptostoma imberbe P.L. Sclater, 1857 – koszykotyranik północny
- Camptostoma obsoletum (Temminck, 1824) – koszykotyranik czubaty